# MS Europa 2
Europa 2 est un paquebot de croisières maritimes construit aux Chantiers de l'Atlantique de Saint-Nazaire (ex-STX France) pour l'armateur allemand Hapag Lloyd. Il est en service depuis le mois de mai 2013. Il est surnommé le « paquebot le plus luxueux au monde ».

## Histoire
La première tôle est découpée le 5 septembre 2011, puis le navire, nommé alors H33, est mis à l'eau le 5 juillet 2012 dans le bassin de Penhoët après une cale sèche dans la forme Joubert à partir du 1er mars 2012. Il est l'un des deux seuls paquebots en construction à Saint-Nazaire, entre 2012 et 2013, avec le MSC Preziosa. Le 30 janvier un incendie se déclare sur le pont no 7 lors de travaux de soudure. Il est livré le 26 avril 2013. Il a été baptisé le 10 mai 2013 à Hambourg. En septembre 2013, il est reconnu comme le plus luxueux paquebot au monde.

## Galerie de photographies

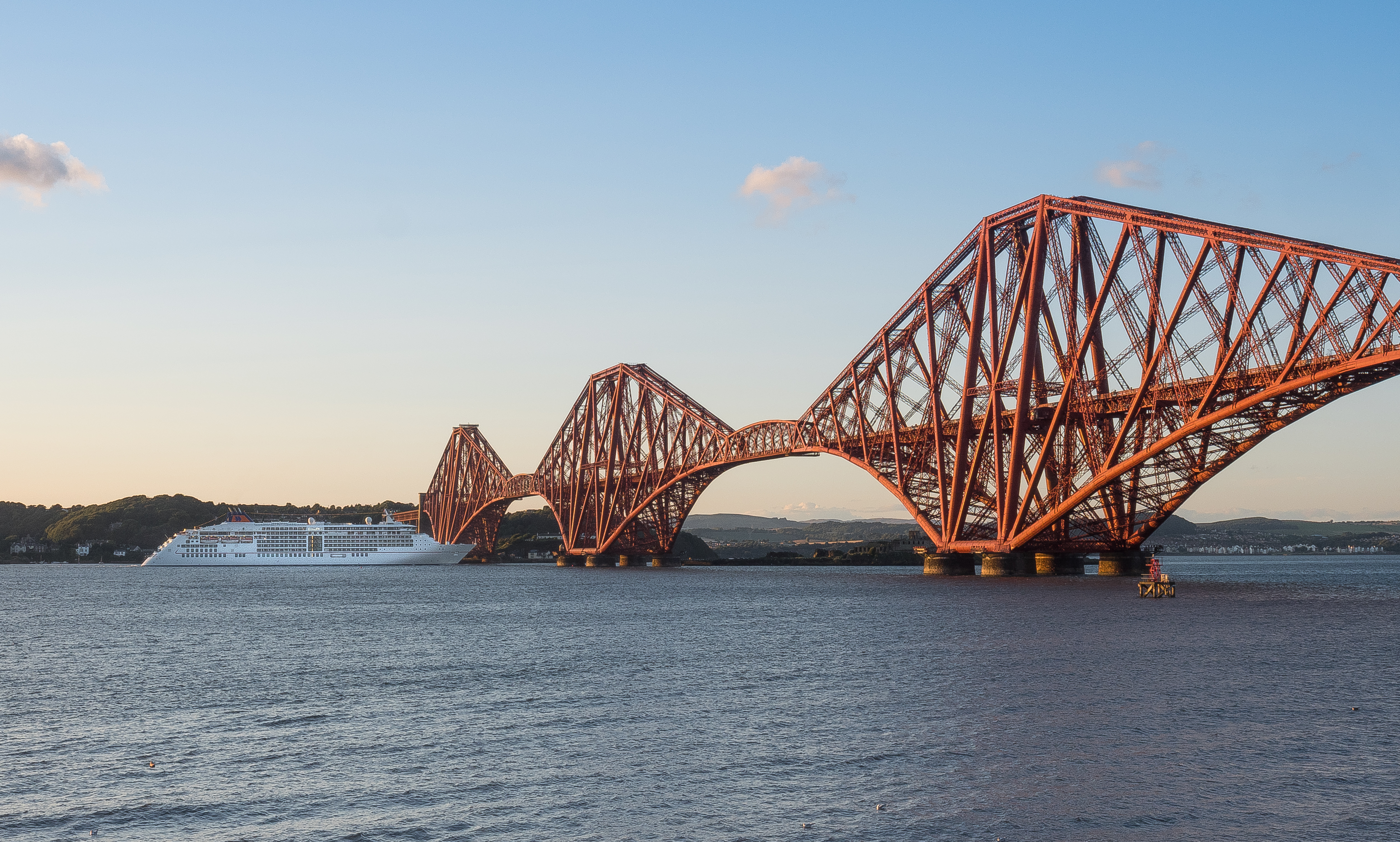
Europa 2 passant sous le Pont du Forth en Écosse en 2017.

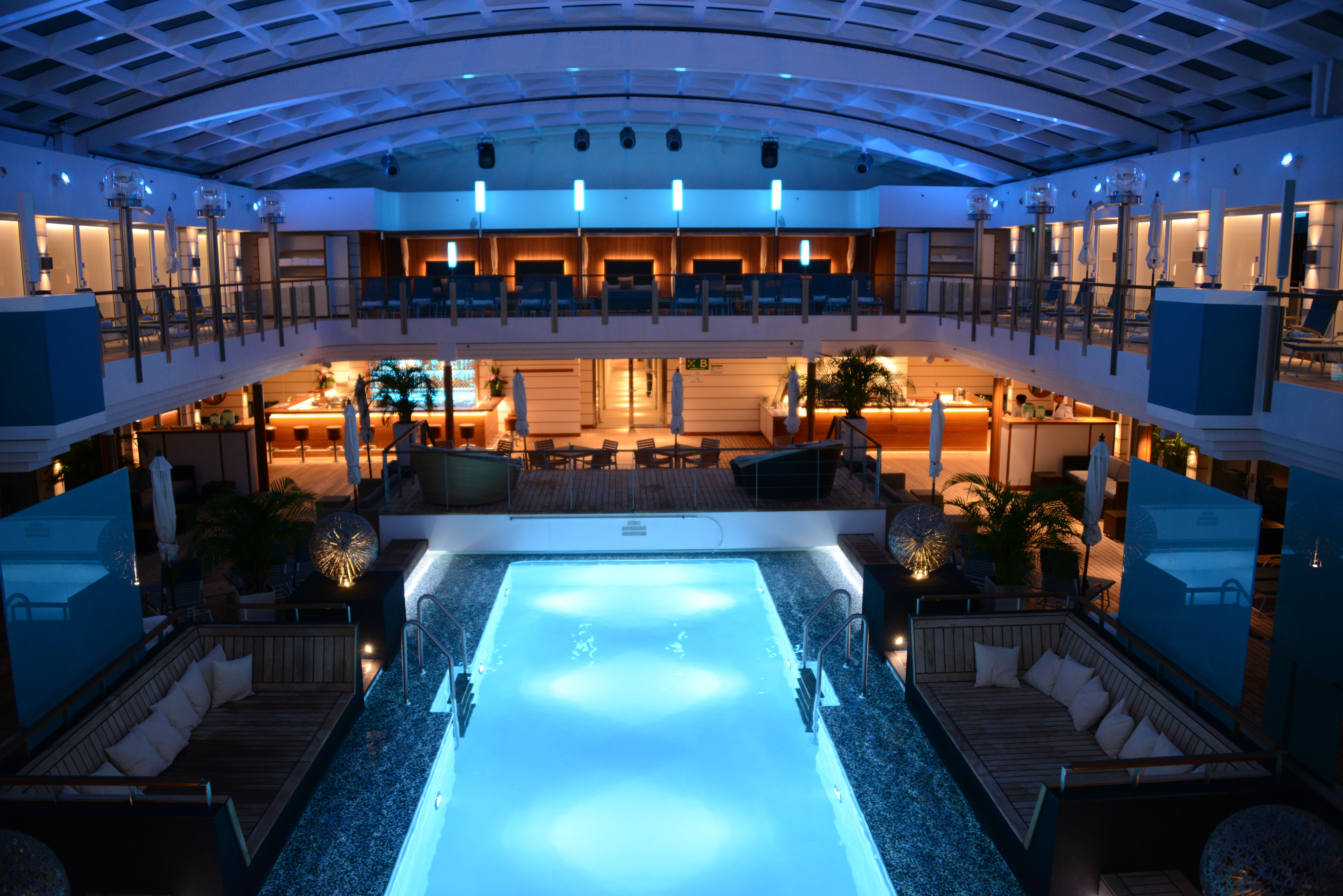
Piscine à bord de lEuropa 2.